# Карека
Антоніо де Олівейра Філью (порт. Antônio de Oliveira Filho; нар. 5 жовтня 1960 року, Араракуара), більш відомий як Карека (порт. Careca) — колишній бразильський футболіст, нападник. Найбільш відомий
за виступами в клубах «Гуарані», «Сан-Паулу», «Наполі» та в збірній Бразилії. Учасник чемпіонатів світу 1986 та 1990 років.

## Біографія
Анто́ніо де Оліве́йра Філью був одним із найкращих гравців Бразилії на початку 80-х років 20-го століття. Карека розпочав свою футбольну кар'єру в клубі «Гуарані» в 1976 році, а вже через три роки Карека став чемпіоном Бразилії. Травма не дозволила йому зіграти на чемпіонаті світу 1982 року в Іспанії. В 1983 році Карека перейшов до «Сан-Паулу», де провів кілька успішних сезонів, ставши разом з командою чемпіоном Бразилії 1986 року. В фіналі «Сан-Паулу» зустрілися з його колишнім клубом «Гуарані» і здобули перемогу.
В 1987 році Карека вирішив покинути Бразилію і перейти в європейський клуб. Ним став італійський «Наполі», де Антоніо приєднався до зірки торішнього чемпіонату світу — аргентинця Діего Марадони, а також свого співвітчизника Алемао. В «Наполі» Карека став справжньою зіркою футболу. В першому ж сезоні за «Наполі» Карека забив 13 м'ячів. Наступний рік був більш успішним, Карека виграв кубок Італії і кубок УЕФА, в фіналі якого був переможений німецький «Штуттгарт», а автором одного з голів став Карека. В сезоні 1990/1991 Карека виграв чемпіонат Італії і зіграв з командою в Кубку європейських чемпіонів.
Після шести років, проведених в «Наполі», Карека в 1993 році перебрався до Японії. На той час Кареці уже було 33 роки. Він провів три сезони в клубі «Касіва Рейсол» перед поверненням додому в Бразилію в 1997 році.
В Бразилії Карека пограв ще за «Сантос» і за клуби нижчих бразильських дивізіонів «Кампінас» і «Сан-Жозе» (Порту-Алегрі), а опісля завершив футбольну кар'єру в майже сорокарічному віці. Влітку 2005 року Карека зіграв у товариському матчі за англійський «Гарфорт Таун», команду одного з нижчих дивізіонів.

## Досягнення
Клубні:
- Чемпіон Бразилії: 1978, 1986
- Чемпіон Бразилії (Серія «B»): 1981
- Чемпіон ліги пауліста: 1985, 1987
- Володар кубка Італії: 1989
- Володар кубка УЕФА: 1989
- Чемпіон Італії: 1990

Національні:
- Володар Кубка Америки: 1989
- Срібний призер Кубка Америки: 1983

Особисті:
- Володар «Золотого м'яча» (за версією журналу «Плакар»): 1986
- Володар «Срібного м'яча» (за версією журналу «Плакар»): 1982, 1985
- Найкращий бомбардир штату Сан-Паулу: 1985
- Найкращий гравець чемпіонату Бразилії (за версією журналу «Плакар»): 1986
- Найкращий бомбардир чемпіонату Бразилії: 1986